# Врамшапух
Врамшапух (вірм. Վռամշապուհ) — вірменський цар (400 (або з 389) — 414), який успадкував трон від свого брата Хосрова IV, якого за симпатії до Візантії було викликано до перського двору й там ув'язнено до «Фортеці забуття» («Ануш-берд»).

## Правління
Врамшапух підтримував гарні стосунки з сусідами й відновив мир між ними. Так, за сприяння Врамшапуха між персами та римлянами в Месопотамії настав тривалий мир, що сприяло внутрішньому благоустрою краю, проникненню християнства до місць, де ще вперто утримувалось поганство (наприклад, до області Гогтан), і, зрештою, ознаменувалось винаходом у 405–406 роках вірменської абетки, з чого й почала розвиватись національно-християнська література вірменів. Головними сподвижниками Врамшапуха в цій справі були Саак і Месроп Маштоц. 414 року трон знову був переданий брату Врамшапуха Хосрову IV.